# Annie Ernaux
Annie Ernaux (sinh ngày 1 tháng 9 năm 1940), là một nữ văn sĩ, giảng viên văn học người Pháp. Tác phẩm của bà chủ yếu là tự truyện và tiểu luận, phản ánh cuộc đời cá nhân dưới góc nhìn xã hội học.
Năm 2022, bà được Viện hàn lâm Thụy Điển trao giải Nobel Văn học vì "lòng can đảm và sự nhạy bén bên trong mà bà đã khám phá ra cội rễ, sự ghẻ lạnh bên những hạn chế của ký ức cá nhân".

## Tiểu sử
Annie Ernaux sinh ra và lớn lên trong gia đình thuộc tầng lớp bình dân ở Yvetot, vùng Normandy, Đông Bắc nước Pháp. Cha mẹ bà kinh doanh một cửa tiệm tạp hóa kiêm cửa hàng bán café tại quê nhà..
Sau khi tốt nghiệp trung học, Annie Ernaux theo học tại Đại học Rouen rồi sau đó là Đại học Bordeaux. Sau khi thi đỗ kỳ thi tuyển giảng viên trung học, bà tiếp tục thành công trong kỳ thi tuyển giảng viên đại học ngành văn học hiện đại vào năm 1971.
Vào đầu những năm 1970, bà giảng dạy tại trường Trung học Bonneville, Collège d'Évire, thành phố Annecy-le-Vieux rồi sau đó là ở Pontoise trước khi đến dạy tại Trung tâm Đào tạo từ xa Quốc gia Pháp (CNED).

## Sự nghiệp sáng tác
Annie Ernaux bắt đầu sự nghiệp văn chương vào năm 1974 với tác phẩm tự truyện đầu tay mang tên Les Armoires vides. Đến năm 1984, bà đoạt giải Renaudot cho tác phẩm tự truyện khác của mình mang tên La Place (bản dịch tiếng Việt Một chỗ trong đời do Nhã Nam và NXB HNV xuất bản).
Nhưng tác phẩm nổi bật nhất của bà phải kể đến Les Années do NXB Gallimard phát hành năm 2008, phác họa một giai đoạn xã hội Pháp kéo dài từ thời hậu thế chiến cho đến ngày nay. Tác phẩm đã nhận một số giải thưởng văn học vào các năm 2008 và 2009. Trong năm 2008, Ernaux nhận giải thưởng Prix de la langue française, vinh danh toàn bộ sự nghiệp sáng tác văn chương của bà. Đến năm 2019, cuốn Les Années của bà được tạp chí Le Monde xếp vào danh mục 100 tác phẩm văn chương sáng giá của nền văn học Pháp.
Năm 2011, Annie Ernaux xuất bản cuốn L'Autre Fille. Tác phẩm như một lá thư mà Ernaux gửi đến người chị gái đã mất của mình. Cùng thời điểm này, bà viết cuốn L'Atelier noir, trong đó tập hợp tất cả ghi chép, dự định, suy tưởng của bà về sự nghiệp viết văn và sáng tác. Cũng trong năm đó, bà xuất bản cuốn tự truyện Ecrire la vie (Viết về cuộc đời). Tác phẩm là sự tổng hợp hầu hết các bài viết cá nhân, những sổ nhật ký và nhiều hình ảnh của bà chưa từng công bố trước đó.
Tác phẩm gần đây nhất của Annie Ernaux là Mémoire de fille, xuất bản tháng 4 năm 2016 (bản dịch tiếng Việt Hồi ức thiếu nữ do Nhã Nam và NXB HNV xuất bản), trong đó bà kể lại những ký ức của thời thiếu nữ 60 năm về trước, vào cái năm bà mới chỉ là cô gái 18 tuổi. Đó là mùa hè năm 1958, khi lần đầu tiên bà được yêu và có mối quan hệ thể xác với một người đàn ông. Câu chuyện tình mù quáng này được kể lại như một ký ức về sự hổ thẹn, một vết thương day dứt, khó chữa lành hơn bất kỳ điều gì khác. Cuốn tiểu thuyết tự truyện này được xem là một tác phẩm về bình đẳng giới và nữ quyền.
Song song với sự nghiệp sáng tác văn chương, Annie Ernaux là người đấu tranh không mệt mỏi chống lại phân biệt và bất công xã hội, bà đặc biệt tiên phong trong phong trào chống lại nạn bất bình đẳng giới.
Năm 2021 Annie Ernaux được đề cử giải Nobel Văn chương của Viện hàn lâm Thụy Điển.
Ngày 6 tháng 10 năm 2022, Viện hàn lâm Thụy Điển tuyên bố trao giải Nobel Văn học cho bà vì "lòng can đảm và sự nhạy bén bên trong mà bà đã khám phá ra cội rễ, sự ghẻ lạnh bên những hạn chế của ký ức cá nhân".

## Vinh danh
- 2022: Giải Nobel Văn học của Viện Hàn Lâm Thuỵ Điển cho toàn bộ tác phẩm.
- 2017: Giải thưởng Marguerite Yourcenar cho toàn bộ các tác phẩm.
- 2008: Giải thưởng Prix de la langue française, vinh danh toàn bộ sự nghiệp sáng tác văn chương.
- 2008: Giải thưởng Francois Mauriac cho tác phẩm Les Années.
- 1984: Giải thưởng Renaudot cho tiểu thuyết La Place.

## Tác phẩm
- Les Armoires vides, Gallimard, 1974.
- Ce qu'ils disent ou rien, Gallimard, 1977.
- La Femme gelée, Gallimard, 1981.
- La Place, Gallimard, 1983
- Une femme, Gallimard, 1988.
- Passion simple, Gallimard, 1992.
- Journal du dehors, Gallimard, 1993.
- « Je ne suis pas sortie de ma nuit », Gallimard, 1997.
- La Honte, Gallimard, 1997.
- L'Événement, Gallimard, 2000.
- La Vie extérieure, Gallimard, 2000.
- Se Perdre, Gallimard, 2001.
- L'Occupation, Gallimard, 2002.
- L'Usage de la photo, avec Marc Marie, textes d'après photographies, Gallimard, 2005.
- Les Années, Gallimard, 2008 (ISBN 9782070779222)
- L'Autre Fille, coll. « Les Affranchis », NiL Éditions, 2011.
- L'Atelier noir, éditions des Busclats, 2011.
- Écrire la vie, Gallimard, coll. « Quarto », 2011
- Retour à Yvetot, éditions du Mauconduit, 2013.
- Regarde les lumières mon amour, Raconter la vie, Seuil, 2014.
- Mémoire de fille, coll. Blanche, Gallimard, 1er avril 2016, 160  p. (ISBN 9782070145973)

### Tác phẩm đã xuất bản sang tiếng Việt
- Một chỗ trong đời (La Place), Annie Ernaux, Nguyễn Thị Thúy An dịch, Nhã Nam & NXB HNV, 2015.
- Hồi ức thiếu nữ (Mémoire de fille), Annie Ernaux, Bảo Chân dịch, Nhã Nam & NXB HNV, 2021.
- Nổi nhục (La honte), Annie Ernaux, Thu Phương dịch, Nhã Nam & NXB HNV, 2023.
- Một người phụ nữ, Annie Ernaux, Thu Phương dịch, Nhã Nam & NXB HNV, 2023.
- Cơn cuồng si (Une passion simple), Annie Ernaux, Thu Phương dịch, Nhã Nam & NXB HNV, 2023.